# Фёдоров, Георгий Иванович
Георгий Иванович Фёдоров (26 июня 1923 — 7 ноября 2000) — советский толкатель ядра, призёр чемпионатов СССР, участник летних Олимпийских игр 1952 года в Хельсинки. В квалификационных соревнованиях Олимпиады толкнул ядро на 15,16 м и прошёл в финал. В финале показал результат 16,06 и занял итоговое 7-е место. Кроме Фёдорова, в толкании ядра команду СССР на Олимпиаде представлял Отто Григалка. Последний показал результат 16,78 м и занял 4-е место. Команда СССР в этой дисциплине осталась без наград.

## Выступления на чемпионатах СССР
- Чемпионат СССР по лёгкой атлетике 1951 года:
  - Толкание ядра —  (16,08);
- Чемпионат СССР по лёгкой атлетике 1952 года:
  - Толкание ядра —  (16,40);
- Чемпионат СССР по лёгкой атлетике 1953 года:
  - Толкание ядра —  (16,12);